# Rębienica
Rębienica (dodatkowa nazwa w j. kaszub. Rãbiénica) – wieś w Polsce, położona w województwie pomorskim, w powiecie kartuskim, w gminie Sierakowice.
Wieś leży na Pojezierzu Kaszubskim, nad południwym brzegiem jeziora Tuchlińskiego. Wchodzi w skład sołectwa Tuchlino. 
W latach 1975–1998 Rębienica administracyjnie należała do województwa gdańskiego.
Przed 2023 r. miejscowość była częścią wsi Tuchlino.

## Z kart historii
Od końca I wojny światowej wieś znajdowała się w granicach Polski (powiat kartuski). Do 1918 roku obowiązującą nazwą niemieckiej administracji dla Rębienicy była Rembinitza. Podczas okupacji niemieckiej nazwa Rembinitza w 1942 roku została przez nazistowskich propagandystów niemieckich (w ramach szerokiej akcji odkaszubiania i odpolszczania nazw niemieckiego lebensraumu) zweryfikowana jako zbyt kaszubska i przemianowana na nowo wymyśloną i bardziej niemiecką – Remnitz.